# Modă

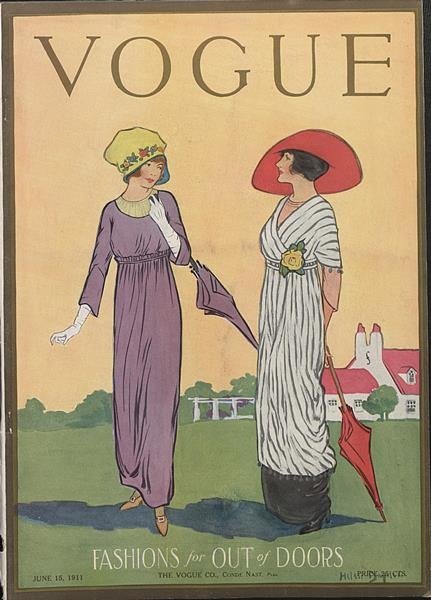
Numărul din iunie 1911 al revistei de modă Vogue

Moda este un obicei, o deprindere colectivă, specifică la un moment dat unui mediu social. Termenul de "la modă" se aplică de obicei unei persoane care poartă haine sau accesorii care fac parte din tendințele modei actuale, chiar dacă moda include mai multe ramuri. Moda se schimbă foarte repede; este suficient ca cineva să descopere ceva mai bun și mai frumos, după care toată lumea va vrea acel produs, moda schimbându-se cu o viteză incredibilă.

## Scurt istoric
Chiar dacă interesul oamenilor pentru modă a fost și este prezent de mii de ani, această industrie a început să capete contur mai târziu, prin jurul anilor 1850.
Isaac Singer este cel care a inventat mașina de cusut cu împunsătură continuă. La vremea aceea un croitor numit Charles Frederick Worth a ajuns la un grad înalt de popularitate.
Hainele au fost cusute de mână o perioadă, mai precis înainte de 1850, chiar de către cei care le purtau. Calitatea produsului depindea de talentul cusătoresei.
Climatul în care locuia și tendința din țară  dar și standardele comunității locale erau reperele unei gospodine obișnuite, în materie de modă, astfel încât toată comunitatea dintr-o anumită regiune se  îmbrăca la fel, cu foarte mici diferențe.
„Vinovatul” datorită căruia apar astăzi tendințe noi în fiecare sezon este Ludovic al XIV-lea, care avea un simț aparte și un ochi educat pentru estetică, astfel că acesta a schimbat croiala hainelor masculine de 63 de ori în timpul domniei sale de 72 de ani.
Denumirea de „Poliție a modei” implică astăzi o persoană care critică modul în care se îmbracă ceilalți. În trecut poliția modei patrula străzile, amendând sau arestând pe cei ce încălcau codul vestimentar. În urma lui Napoleon, exclusivitatea de a purta îmbrăcăminte după ultima modă franceză a supraviețuit, industria haute-couture aducând cu ea posibilitatea de a cumpăra rochii noi în fiecare sezon, punându-și amprenta asupra înaltei societăți.

## Tendințele modei în perioada curentă
Se crede că primii „germeni” ai modei au apărut în Egiptul antic, odată cu apariția luxului și eleganței vestimentare de la curtea faraonilor. Această opinie este mai puțin plauzibilă întrucât este greu de crezut că atunci și acolo se schimbă forma, dimensiunea și culoarea veșmîntului în manieră și la intervale de timp ce caracterizează particularitățile modei, așa cum o cunoștem azi.
Asemenea condiții se configurează nu în lumea vechilor civilizații asiatice, ci în Europa secolului al XIV-lea, atunci când pe arena istoriei, Evul Mediu (din Europa Occidentală), începe să se destrame, deschizând porțile relațiilor de producție capitaliste acre vor marca nu numai o dezvoltare economică spectaculoasă, dar și înflorirea artei și culturii.
Acum omenirea va cunoaște unul dintre marile momente propusoare de cultură și civilizație, datorat Renașterii italiene. Renașterea va fi momentul, iar Italia va fi locul unde vor apărea primele manifestări ale modei. Acest privilegiu este revendicat în același timp de Franța, Spania și Anglia, fiecare pretinzîndu-și întâietatea.
Unii autori consideră că momentul apariției modei a fost declanșat de prima diferențiere produsă – în plan dimensional – a veșmântului bărbaților față de cel al femeilor. Este vorba tot de secolul al XIV-lea, când costumul bărbaților a devenit mai scurt decît cel al femeilor. Este greu de acceptat o asemenea interpretare, dacă avem în vedere că moda nu însemna o deosebire între ceea ce poartă femeile și ceea ce poartă barbații. Moda presupune, de fapt, schimbarea periodică a formei, a dimensiunii și a culorii.
Evoluția fenomenului în secolul nostru a luat proporții de mare complexitate. Au fost exprimate păreri care au cerut ca moda să fie ridicată la rang de știință.
Moda a stârnit în decursul veacurilor reacții dintre cele mai ciudate. Când a fost adorată de unii, a fost hulită de alții, ceea ce a făcut să fie mereu schimbătoare, încât să împace și pe unii și pe alții.

## Siluete, stiluri, teme
Ceea ce deosebește o modă vestimentară de alta este silueta (linia), stilul și tema. Uneori intervin și culorile.
Silueta naturală a corpului uman a suferit în decursul timpului unele modificări determinate de modul de viață, de climă și de zona geografică. La început, omul a fost mai robust, mai puțin zvelt, cu forme dure, precum modul său de existență. Apoi, pe măsură ce condițiile de viață devin mai favorabile, se conturează și o siluetă cu forme mai puțin dure, mai zveltă.
O dată ce omul devine conștient de frumusețea făpturii sale, va inventa tot ce mintea îl va ajuta pentru a se înfrumuseța și mai mult.
Omul a intervenit pentru a-și modela propriul chip. În ajutorul formării și păstrării unei siluete natural proporționate a intervenit cu vremea sportul, menit să întrețină sănătatea și vigoarea – devenind totodată și spectacol de mare atracție.
Dar omul nu s-a mulțumit numai cu atât. El a utilizat și veșmântul încă din cele mai vechi timpuri ca mijloc de înfrumusețare, colorându-l, dându-i forme din cele mai diverse. Astfel, a descoperit în veșmânt posibilitatea de a-și remodela corpul într-un mod artificial, în conformitate cu imaginația sa artistică, făcându-l când mai alungit, când mai scund, mai voluminos sau mai subțiat, supunându-l diverselor forme geometrice (trapez, clepsidră, conic, dreptunghiular, butoi etc.) modificându-i mereu forma.

## Creatori de modă din România
Dintre creatorii de modă consacrați din Romania fac parte: Laura Olteanu, Catălin Botezatu, Doina Levinta, Razvan Ciobanu, Maria Lucia Hohan, Stephan Pelger, Ingrid Vlasov